# Allai
Allai é uma comuna italiana da região da Sardenha, província de Oristano, com cerca de 413 habitantes. Estende-se por uma área de 27 km², tendo uma densidade populacional de 15 hab/km². Faz fronteira com Busachi, Fordongianus, Ruinas, Samugheo, Siamanna, Siapiccia, Villaurbana.